# Shin Kyong-nim
Shin Kyong-nim (* 6. April 1936 in Ch'ungju in der Provinz Nord-Ch'ungch'ŏng; † 22. Mai 2024 in Goyang) war ein südkoreanischer Lyriker.

## Leben
Shin Kyong-nim, geboren 1936 in der Provinz Nord-Ch'ungch'ŏng, erlebte die Befreiung von der japanischen Kolonialherrschaft und den Ausbruch des Koreakrieges mit. Bis zu seinem Eintritt in die Universität lebte er an seinem Geburtsort. Seine Eltern, die in einfachen Verhältnissen lebten, legten großen Wert auf die Bildung ihrer Kinder, sodass Shin Kyong-nim schon früh mit literarischen Werken, z. B. von Lee Kwang-soo oder Kim Tong-in, in Berührung kam. 1955 ging Shin nach Seoul und begann sein Studium der Anglistik an der Dongguk Universität.
Nach seinem Debüt mit Schilfrohr 1956 folgte bis 1965 eine Zeit ohne dichterisches Schaffen. Er gründete mit Mitgliedern einer Studentenbewegung zwar einen Lesezirkel, aber nachdem einer von ihnen verhaftet worden war, kehrte er in sein Heimatdorf zurück. Erst 1965 kam er wieder nach Seoul und nahm seine dichterische Tätigkeit erneut auf. Im Gedichtband Bauerntanz (1973) wurden die Freuden und Leiden der Bauern auf dem Land wiedergegeben. In Korea traf das Werk auf großes Interesse. Shin veröffentlichte auch danach noch viele Gedichte, die Lyrik und traditionelle Volkslieder auf harmonische Weise miteinander kombinierten.
1984 gründete er ein Forschungsinstitut, in dem traditionelle koreanische Volkslieder und ihre Spuren in den modernen Gedichten untersucht werden. Reise durch die koreanischen Volkslieder sowie die Gedichtbände Lasst uns über den Mond springen und Der Weg stammen aus dieser Zeit.

## Arbeiten

### Lyrikbände
- 농무 (Bauerntanz) Seoul: Monthly Literatur 1973
- 달넘세 (Lasst uns über den Mond springen) Seoul: Ch’angbi 1985
- 남한강 (Der Fluss Namhan) Seoul: Ch’angbi 1985
- 가난한 사랑노래 (Ein armes Liebeslied) Seoul: Silch’ŏn munhak 1988
- 길 (Der Weg) Seoul: Ch’angbi 1990
- 어머니와 할머니의 실루엣 (Mutter, Großmutter – Silhouetten) Seoul: Ch’angbi 1998

### Übersetzungen

#### Deutsch
- Ein armes Liebeslied/Das stillgelegte Bergwerk/Die Bauertanztruppe/Das Schilfrohr. In: die horen. Zeitschrift für Literatur, Kunst und Kritik, 41. Jg., 4/96
- Mutter, Großmutter – Silhouetten Göttingen: Peperkorn 2003 ISBN 978-3-929181-52-4
- Tradition und Experiment: Beispiele zeitgenössischer koreanischer Literatur Berlin: Ute Schiller Verlag 1985

#### Englisch
- Farmer’s Dance: Poems by SHIN Kyng-Nim N.Y.: DapGae/Cornell East Asia Program, 1999
- Variations: Three Korean Poets Cornell Univ. East Asia Program, 2002
- A love song for the earnest Homa & Sekey, 2005

#### Französisch
- Le Rêve d’un homme abattu: Choix de Pomes Paris: Gallimard 1995

## Auszeichnungen
- 1981: Autorenpreis für koreanische Literatur
- 1990: Isan-Literaturpreis
- 1994: Tanjae-Literaturpreis
- 1997: Manhae-Literaturpreis
- 1998: Taesan-Literaturpreis in der Kategorie Lyrik
- 1998: Kongch’o-Literaturpreis
- 2001: Orden für kulturelle Verdienste in Silber
- 2001: Kulturpreis
- 2001: Buddhismus-Literaturpreis (Zeitgenössische Literatur)
- 2002: Manhae-Preis
- 2007: Sikada-Preis
- 2009: Ho-Am-Preis in der Kategorie Künstler